# Mariano Roldán
Mariano Roldán Villén (Rute, Córdoba, 1932-Madrid, 5 de abril de 2019) fue un periodista, traductor y poeta español.

## Biografía
Se licenció en Derecho y se tituló por la antigua Escuela de Periodismo. Residió en Madrid desde 1960. Como periodista, fue durante muchos años jefe de Informativos de Televisión Española. En su faceta poética, se le consideró miembro de la generación del 50, figurando así en el libro Una promoción desheredada: La poética del 50, de Antonio Hernández. Con su obra Uno que pasaba se dio a conocer tres años antes de alcanzar el premio Adonais con Hombre nuevo en 1961. En 1980 ganó el Premio Ciudad de Melilla con Asamblea de máscaras. Fue cofundador y codirector de la revista de poesía cordobesa Alfoz entre 1952 y 1953, junto con Carmelo Casaño Salido, Rafael Osuna y Antonio Gómez Alfaro; y formó parte de la Revista Mediodía, de la misma ciudad. Fue un notable traductor del latín y del italiano; publicó, entre otras, una versión de la Farsalia de su paisano Lucano. Fue miembro correspondiente de la Real Academia de Córdoba de Ciencias, Bellas Letras y Nobles Artes desde 1961.
En su honor, desde 1990 se entrega cada año, en fechas próximas a la Navidad, el Premio Nacional de Poesía Mariano Roldán, que es la cita cultural más importante de Rute, instituida por la Asociación Ánfora Nova, que dirige el poeta y profesor José María Molina Caballero, con el patrocinio del Ayuntamiento de Rute y la colaboración de la Diputación Provincial de Córdoba.
Falleció en el madrileño Hospital de la Paz el 5 de abril de 2019 a causa de un incendio ocurrido en su domicilio el día anterior. En el siniestro falleció también uno de sus hijos, Miguel, de 49 años, y otro, Adolfo, de 51, sufrió quemaduras graves.

## Obras

### Poemarios
- Registro del mundo y dos sonetos (Córdoba: Revista Alfoz, 1953).
- Memorial en tres tiempos (Caracas: Lírica Hispana, 1955).
- Uno que pasaba (Arcos de la Frontera: Alcaraván, 1957).
- Poemas para un amor (Madrid: Lazarillo, 1957).
- La realidad (Granada: Veleta al Sur, 1959).
- Memorial en tres tiempos (Córdoba: Revista Mediodía, 1960).
- Hombre nuevo (Madrid: Rialp, 1961), premio Adonáis 1960.
- Ley del canto (Madrid: Ínsula, 1970).
- Elegías convencionales (Madrid: Dulcinea, 1974).
- Sin orden ni concierto (Madrid: Dulcinea, 1976).
- Inútil crimen (Madrid: Dulcinea, 1977).
- Alerta, amantes (Madrid: Azur, 1978).
- Diez nuevos poemas de amor (Madrid: Pliegos del Sur, 1978).
- Asamblea de máscaras (Granada: Antonio Ubago, 1981), Il Premio Internacional de Poesía Ciudad de Melilla 1980.
- Nuevas máscaras y utopías (Madrid: Ayuso, 1988)
- Siete romances nuevos (Fernán Núñez: Cuadernos de Ulía, 1989).
- Romancerillo mágico (Madrid: Renuevos de Dulcinea, 1989).
- Romancero de ida y vuelta (Rute: Ánfora Nova, 1991).
- Ocho poemas de amor (Córdoba: Ayuntamiento de Córdoba, 1993)
- La nunca huyente rosa (Rute: Ánfora Nova, 1996).
- Itinerarios (Córdoba: Fundación CajaSur, 1997).
- Súbita luz del verbo (2003)
- Los dones reservados (Rute: Ánfora Nova, 2010).
- Claridad de lo oscuro (Rute: Ánfora Nova, 2013).

### Antologías propias
- Poesía (1953-1973) (Barcelona: Plaza & Janés, 1974)
- Antología poética 1953-1988 (Barcelona: Plaza & Janés, 1989)

### Antologías colectivas en las que aparece
- Antonio Hernández, La poética del 50, una promoción desheredada (Madrid: Zero Zyx, 1978; segunda edición: Madrid: Endymion, 1991).

### Ediciones
- Poesía hispánica del toro (antología siglos XIII al XX) (Madrid: Escelicer, 1971).
- Poesía universal del toro (2500 a.C.-1990), 2 vv. (Barcelona: Espasa, 1990).

### Traducciones
- Angelo Cusimano, María, viva (Madrid: Escelicer, 1965).
- Antonia Pozzi, Antología poética (Barcelona: Plaza & Janés, 1973).
- Marco Anneo Lucano, Farsalia (siete fragmentos) (Fernán Núñez: Cuadernos de Ulía, 1992).
- Marco Anneo Lucano, Farsalia (Córdoba: Universidad de Córdoba, 1995).
- Paul Valéry, El cementerio marino, traducción de Mariano Roldán y Carlos R. de Dampierre (Rute: Ánfora Nova, 1993; Barcelona: Bibliotex, 1999).
- Cayo Valerio Catulo, Noventa poemas de Catulo (Arre: Pamiela Argitaletxea, 1999).
- Juan de Aguilar, Traslación de la Virgen de Monteagudo, traducción de Mariano Roldán y José María de la Torre (Rute: Ánfora Nova, 2009).

## Premios de poesía
- Premio Adonáis de poesía (1960) por Hombre nuevo.
- Premio Internacional de Poesía Ciudad de Melilla (1980) por Asamblea de máscaras.